# Phalangium ortoni
Phalangium ortoni is een hooiwagen uit de familie echte hooiwagens (Phalangiidae).